# Žiča (Kraljevo)

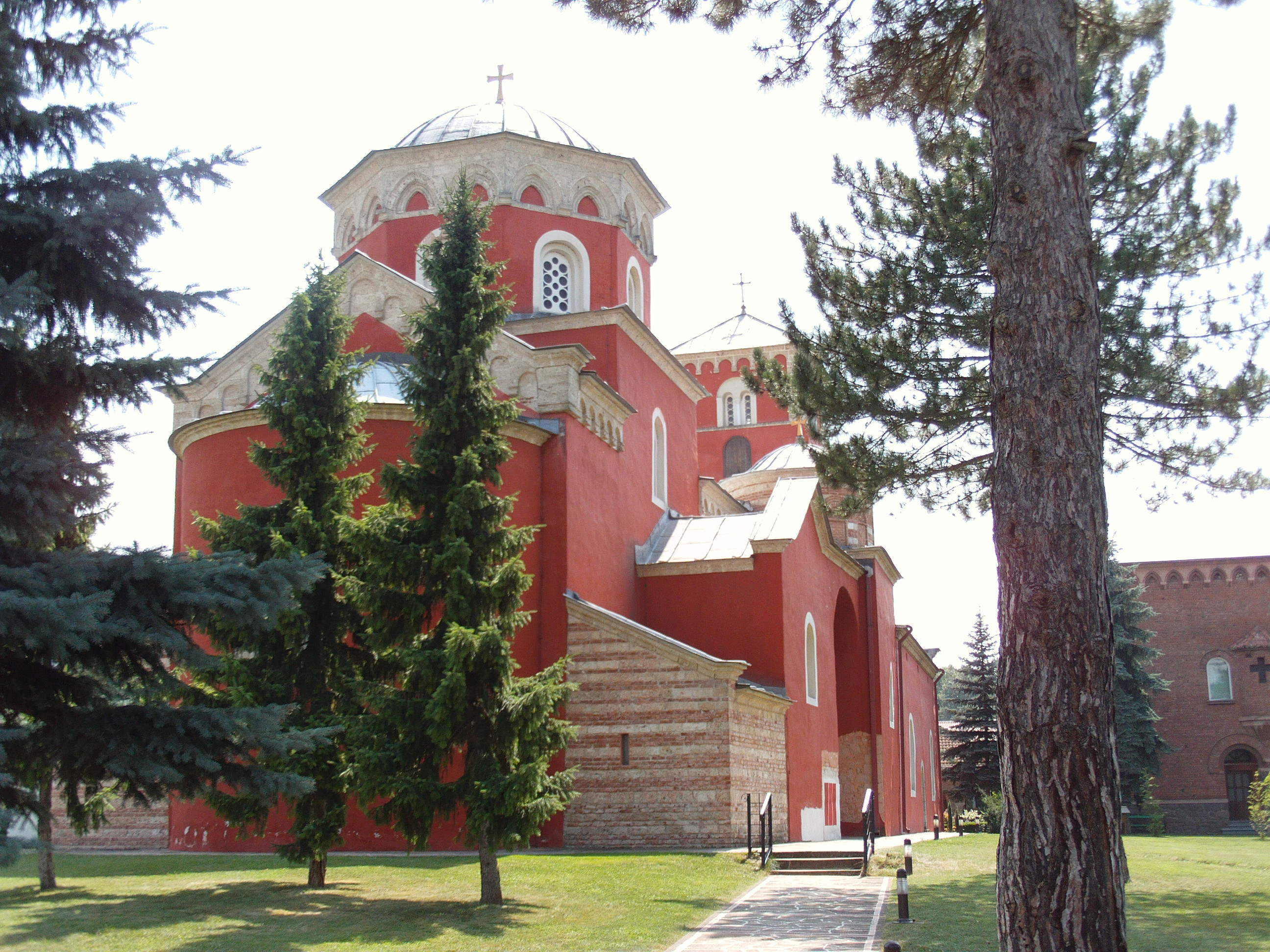
Das historisch bedeutende Kloster Žiča am Dorfrand.

Žiča (kyrillisch: Жича) ist ein Dorf in Serbien. Am Rande des Dorfes befindet sich das mittelalterliche serbisch-orthodoxe Kloster Žiča. Bis zum Beginn der  1990er des 20. Jahrhunderts hieß das Dorf Kruševica. Das Dorf wird auch als Stadt erwähnt, dies ist jedoch nicht der offizielle Status der Siedlung. Žiča liegt südlich der Stadt Kraljevo.

## Geographie und Bevölkerung
Das Dorf liegt in der Opština Kraljevo, im Okrug Raška. Žiča hatte bei der Volkszählung 2002 3882 Einwohner, während es 1991 3740 Einwohner waren. Nach den letzten drei Bevölkerungsstatistiken steigt die Einwohnerzahl von Žiča weiter. Die Bevölkerung stellen mehrheitlich orthodoxe Serben und eine Minderheit, ebenfalls orthodoxer Montenegriner. Zudem leben im Dorf auch acht orthodoxe Mazedonen, fünf katholische Kroaten, drei Jugoslawen, ein katholischer Slowene, ein katholischer Tscheche und zwei Slawische Muslime.
Das Dorf besteht aus 1272 Haushalten. Žiča liegt nahe am Ufer des Ibar.

## Demographie
| Jahr | Einwohnerzahl |
| ---- | ------------- |
| 1948 | 1469          |
| 1953 | 1572          |
| 1961 | 1740          |
| 1971 | 2423          |
| 1981 | 3260          |
| 1991 | 3740          |
| 2002 | 3982          |

## Belege
- Knjiga 9, Stanovništvo, uporedni pregled broja stanovnika 1948, 1953, 1961, 1971, 1981, 1991, 2002, podaci po naseljima, Republički zavod za statistiku. Belgrad, 2004, ISBN 86-84433-14-9.
- Knjiga 1, Stanovništvo, nacionalna ili etnička pripadnost, podaci po naseljima, Republički zavod za statistiku. Belgrad, 2003, ISBN 86-84433-00-9.
- Knjiga 2, Stanovništvo, pol i starost, podaci po naseljima, Republički zavod za statistiku. Belgrad, 2003, ISBN 86-84433-01-7.
- Naseljeno mesto se,do početka poslednje decenije XX veka,zvalo Kruševica,kada je preimenovano u Žiča.